# Аскем, Скотт
Скотт А́скем (англ. Scott Askham; род. 25 мая 1988, Уэст-Йоркшир) — английский боец смешанного стиля, представитель средней весовой категории. Выступает на профессиональном уровне начиная с 2010 года, известен по участию в турнирах таких бойцовских организаций как UFC, ACB, BAMMA, Cage Warriors, владел титулами чемпиона по версиям UCFC и BAMMA.

## Биография
Скотт Аскем родился 25 мая 1988 года в графстве Уэст-Йоркшир, Англия. Серьезно заниматься смешанными единоборствами начал ещё подростком, с 2008 года активно выступал на различных любительских соревнованиях по ММА, выиграв несколько турниров и одержав в общей сложности шесть побед.
Одновременно с этим практиковал бразильское джиу-джитсу, получив в этой дисциплине коричневый пояс.
Прежде чем начать зарабатывать боями, работал в ремонтно-строительной компании, занимавшейся установкой городского освещения

### Начало профессиональной карьеры
Дебютировал в смешанных единоборствах на профессиональном уровне в октябре 2010 года, выиграв у своего соперника техническим нокаутом в первом же раунде. Дрался преимущественно в небольших английских промоушенах, таких как British Cage FC, Fight-Pro UK, Olympian MMA Championship, Caged Steel FC и Ultimate Cage FC — неизменно выходил из всех поединков победителем.
В 2012 году выступил на турнире организации Cage Warriors, где единогласным решением судей победил Деннистона Сазерленда. Год спустя в поединке с валлийцем Джеком Маршманом завоевал титул чемпиона UCFC в средней весовой категории, также получил чемпионский пояс британского промоушена BAMMA, который впоследствии благополучно защитил.

### Ultimate Fighting Championship
Имея в послужном списке двенадцать побед и ни одного поражения, Аскем привлёк к себе внимание крупнейшей бойцовской организации мира Ultimate Fighting Championship и в 2014 году подписал с ней эксклюзивный контракт на четыре боя. Однако дебют в октагоне получился для него неудачным, в поединке с шведским бойцом Магнусом Седенбладом он, хотя и смог во втором раунде отправить соперника в нокдаун, бо́льшую часть времени находился под контролем и в итоге проиграл единогласным судейским решением.
В 2015 году провёл в UFC два поединка, нокаутировал в первом же раунде бразильца Антониу дус Сантуса Жуниора, но затем раздельным решением уступил поляку Кшиштофу Йотко.
В 2016 году отправил в нокаут Криса Демпси, получив бонус за лучшее выступление вечера, после чего по очкам проиграл новичку организации Джеку Херманссону.
Последний раз дрался в клетке UFC в марте 2017 года, раздельным решением судей уступил соотечественнику Брэду Скотту и вскоре покинул организацию.

### Последующие выступления
Освободившись от контракта с UFC, Скотт Аскем продолжил активно выступать в менее престижных промоушенах. В частности, он провёл бой в российской организации Absolute Championship Berkut, где раздельным решением судей выиграл у своего соотечественника Люка Барнатта — их противостояние позже было признано лучшим боем вечера.
В декабре 2017 года стало известно, что Аскем подписал контракт с крупной польской организацией KSW.

## Статистика в профессиональном ММА
| Боёв 23  | Побед 19 | Поражений 4 |
| -------- | -------- | ----------- |
| Нокаутом | 12       | 0           |
| Сдачей   | 2        | 0           |
| Решением | 5        | 4           |

| Результат | Рекорд | Соперник            | Способ                   | Турнир                                 | Дата             | Раунд | Время | Место               | Примечание                                           |
| --------- | ------ | ------------------- | ------------------------ | -------------------------------------- | ---------------- | ----- | ----- | ------------------- | ---------------------------------------------------- |
| Победа    | 19-4   | Мамед Халидов       | Единогласное решение     | KSW 52: Race                           | 7 декабря 2019   | 3     | 5:00  | Гливице, Польша     | Бой в промежуточном весе 84,8 кг.                    |
| Победа    | 18-4   | Михал Матерла       | TKO (удары коленями)     | KSW 49: Soldić vs. Kaszubowski         | 18 мая 2019      | 3     | 1:23  | Гданьск, Польша     | Выиграл вакантный титул чемпиона KSW в среднем весе. |
| Победа    | 17-4   | Марцин Войцик       | TKO (удары)              | KSW 45: The Return to Wembley          | 6 октября 2018   | 1     | 1:37  | Лондон, Англия      | Полуфинал турнира KSW в среднем весе. Нокаут вечера. |
| Победа    | 16-4   | Михал Матерла       | TKO (ногой в корпус)     | KSW 42: Khalidov vs. Narkun            | 3 марта 2018     | 1     | 1:09  | Лодзь, Польша       | Нокаут вечера.                                       |
| Победа    | 15-4   | Люк Барнатт         | Раздельное решение       | ACB 70                                 | 23 сентября 2017 | 3     | 5:00  | Шеффилд, Англия     | Бой вечера.                                          |
| Поражение | 14-4   | Брэд Скотт          | Раздельное решение       | UFC Fight Night: Манува — Андерсон     | 18 марта 2017    | 3     | 5:00  | Лондон, Англия      |                                                      |
| Поражение | 14-3   | Джек Херманссон     | Единогласное решение     | UFC Fight Night: Arlovski vs. Barnett  | 3 сентября 2016  | 3     | 5:00  | Гамбург, Германия   |                                                      |
| Победа    | 14-2   | Крис Демпси         | KO (удары)               | UFC Fight Night: Silva vs. Bisping     | 27 февраля 2016  | 1     | 4:45  | Лондон, Англия      | Выступление вечера.                                  |
| Поражение | 13-2   | Кшиштоф Йотко       | Раздельное решение       | UFC Fight Night: Holohan vs. Smolka    | 24 октября 2015  | 3     | 5:00  | Дублин, Ирландия    |                                                      |
| Победа    | 13-1   | Антониу дус Сантус  | KO (удары)               | UFC Fight Night: Jędrzejczyk vs. Penne | 20 июня 2015     | 1     | 2:52  | Берлин, Германия    |                                                      |
| Поражение | 12-1   | Магнус Седенблад    | Единогласное решение     | UFC Fight Night: Nelson vs. Story      | 4 октября 2014   | 3     | 5:00  | Стокгольм, Швеция   |                                                      |
| Победа    | 12-0   | Макс Нуньес         | TKO (удары руками)       | BAMMA Fight Night: Southampton         | 7 июня 2014      | 3     | 1:50  | Саутгемптон, Англия | Защитил титул чемпиона BAMMA в среднем весе.         |
| Победа    | 11-0   | Хорхе Луис Безерра  | Единогласное решение     | BAMMA 13                               | 14 сентября 2013 | 3     | 5:00  | Бирмингем, Англия   | Выиграл титул чемпиона BAMMA в среднем весе.         |
| Победа    | 10-0   | Джек Маршман        | Единогласное решение     | Ultimate Cage FC 5                     | 27 июля 2013     | 3     | 5:00  | Донкастер, Англия   | Выиграл титул чемпиона UCFC в среднем весе.          |
| Победа    | 9-0    | Хенри Маклеман      | Сдача (удушение сзади)   | BAMMA 12                               | 9 марта 2013     | 3     | 4:13  | Ньюкасл, Англия     |                                                      |
| Победа    | 8-0    | Деннистон Сазерленд | Единогласное решение     | Cage Warriors 50                       | 8 декабря 2012   | 3     | 5:00  | Глазго, Шотландия   |                                                      |
| Победа    | 7-0    | Дай Кук             | KO (удар ногой в голову) | Caged Steel FC 3                       | 6 октября 2012   | 1     | 0:35  | Донкастер, Англия   |                                                      |
| Победа    | 6-0    | Марк Джонс          | TKO (удары руками)       | Ultimate Cage FC 4                     | 18 августа 2012  | 1     | 0:35  | Батли, Англия       |                                                      |
| Победа    | 5-0    | Аурелиус Керпе      | Сдача (удушение сзади)   | Caged Steel FC 2                       | 19 мая 2012      | 1     | 2:04  | Донкастер, Англия   |                                                      |
| Победа    | 4-0    | Мэтт Эрншоу         | TKO (удары руками)       | Caged Steel FC 1                       | 3 декабря 2011   | 1     | N/A   | Донкастер, Англия   |                                                      |
| Победа    | 3-0    | Арунас Климавичус   | TKO (удары руками)       | Olympian MMA Championship 11           | 3 сентября 2011  | 1     | 0:24  | Ливерпуль, Англия   |                                                      |
| Победа    | 2-0    | Шон Ломас           | KO (ногой в голову)      | Fight-Pro UK 3                         | 11 марта 2011    | 1     | 0:04  | Барнсли, Англия     |                                                      |
| Победа    | 1-0    | Роландас Цизаускас  | TKO (удары руками)       | British Cage FC: Barnsley              | 1 октября 2010   | 1     | N/A   | Барнсли, Англия     |                                                      |